# Briesen (Sprea-Neiße)
Briesen (in basso sorabo Brjazyna) è un comune di 795 abitanti del Brandeburgo, in Germania.

Appartiene al circondario della Sprea-Neiße ed è parte dell'Amt Burg (Spreewald).

## Società

### Evoluzione demografica
- Sviluppo della popolazione dal 1875 entro gli attuali confini (Linea Blu: Popolazione; Linea puntata: Confronto dello sviluppo della popolazione dello stato del Brandenburgo; Sfondo grigio: Ai tempi del governo nazista; Sfondo rosso: Al tempo del governo comunista)

| Anno | Abitanti |
| ---- | -------- |
| 1875 | 487      |
| 1890 | 533      |
| 1910 | 531      |
| 1925 | 488      |
| 1933 | 499      |
| 1939 | 531      |
| 1946 | 820      |
| 1950 | 775      |
| 1964 | 667      |
| 1971 | 633      |

| Anno | Abitanti |
| ---- | -------- |
| 1981 | 591      |
| 1985 | 561      |
| 1989 | 539      |
| 1990 | 533      |
| 1991 | 528      |
| 1992 | 524      |
| 1993 | 524      |
| 1994 | 556      |
| 1995 | 602      |
| 1996 | 694      |

| Anno | Abitanti |
| ---- | -------- |
| 1997 | 761      |
| 1998 | 827      |
| 1999 | 857      |
| 2000 | 871      |
| 2001 | 867      |
| 2002 | 860      |
| 2003 | 851      |
| 2004 | 834      |
| 2005 | 833      |
| 2006 | 824      |

| Anno | Abitanti |
| ---- | -------- |
| 2007 | 821      |
| 2008 | 831      |
| 2009 | 825      |
| 2010 | 811      |
| 2011 | 794      |
| 2012 | 807      |
| 2013 |          |

Fonti dei dati sono nel dettaglio nelle Wikimedia Commons.